# 沃普納菲厄澤
沃普納菲厄澤（冰島語發音：[ˈvɔhpnaˌfjœrðʏr̥]）是冰島東部區的市镇，位于同名海湾底部的半岛上，同名海湾的译名则为“沃普纳湾”。市镇面积为1,903平方公里，2021年时人口数量为653人。该市镇的主要工业是渔业加工、农业、旅游业及其它服务业。